# Dover (Ohio)
Dover es una ciudad ubicada en el condado de Tuscarawas en el estado estadounidense de Ohio. En el Censo de 2010 tenía una población de 12826 habitantes y una densidad poblacional de 855,59 personas por km².

## Geografía
Dover se encuentra ubicada en las coordenadas 40°31′49″N 81°28′49″O / 40.53028, -81.48028. Según la Oficina del Censo de los Estados Unidos, Dover tiene una superficie total de 14.99 km², de la cual 14.72 km² corresponden a tierra firme y (1.78%) 0.27 km² es agua.

## Demografía
Según el censo de 2010, había 12826 personas residiendo en Dover. La densidad de población era de 855,59 hab./km². De los 12826 habitantes, Dover estaba compuesto por el 94.1% blancos, el 1.08% eran afroamericanos, el 0.58% eran amerindios, el 0.53% eran asiáticos, el 0.65% eran isleños del Pacífico, el 1.65% eran de otras razas y el 1.4% pertenecían a dos o más razas. Del total de la población el 4.14% eran hispanos o latinos de cualquier raza.